# Ercole Dembowski
Pour les articles homonymes, voir Dembowski.
Ercole Federico Dembowski (12 janvier 1812-19 janvier 1881) est un astronome italien.

## Biographie
Fils de Jan Dembowski, général polonais sous Napoléon, et de Matilde Viscontini.
le 1er septembre 1850 il épouse à Naples Enrichetta Bellelli. Le couple a trois enfants dont un fils.
En 1878, il reçoit la médaille d'or de la Royal Astronomical Society.
Le cratère lunaire Dembowski (en) ainsi que l'astéroïde (349) Dembowska sont nommés d'après lui.